# Хисаря
Хисаря (болг. Хисаря) — город в Болгарии. Находится в Пловдивской области, входит в общину Хисаря. Население составляет 6631 человек (2022). Хисаря находится в 40 км к северу от Пловдива. Бальнеологический курорт Хисаря в переводе «крепость». Крепость, собственно, и есть главная достопримечательность этого городка. У неё мощные стены двухметровой толщины. Особое внимание привлекают Верблюжьи ворота (Камилите) — разлом в середине образует силуэт смотрящих друг на друга верблюдов. Курортная составляющая крайне широкопрофильна. Но с особым успехом в Хисаря лечатся урологические заболевания, заболевания печени, желчного пузыря и желудочно-кишечного тракта. Минеральные источники обнаружили римляне, и водами даже лечился император Септимий Север. От римских времен в Хисаря осталась гробница (IV век) с типичным мозаичным полом, а на стенах сохранились фрески, маленький амфитеатр.

## Политическая ситуация
Кмет (мэр) общины Хисаря — Пенка Йотова Ганева.